# Bahita palliditarsis
Bahita palliditarsis är en insektsart som beskrevs av Carl Stål 1862. Bahita palliditarsis ingår i släktet Bahita och familjen dvärgstritar. Utöver nominatformen finns också underarten B. p. flavicollis.